# 발록

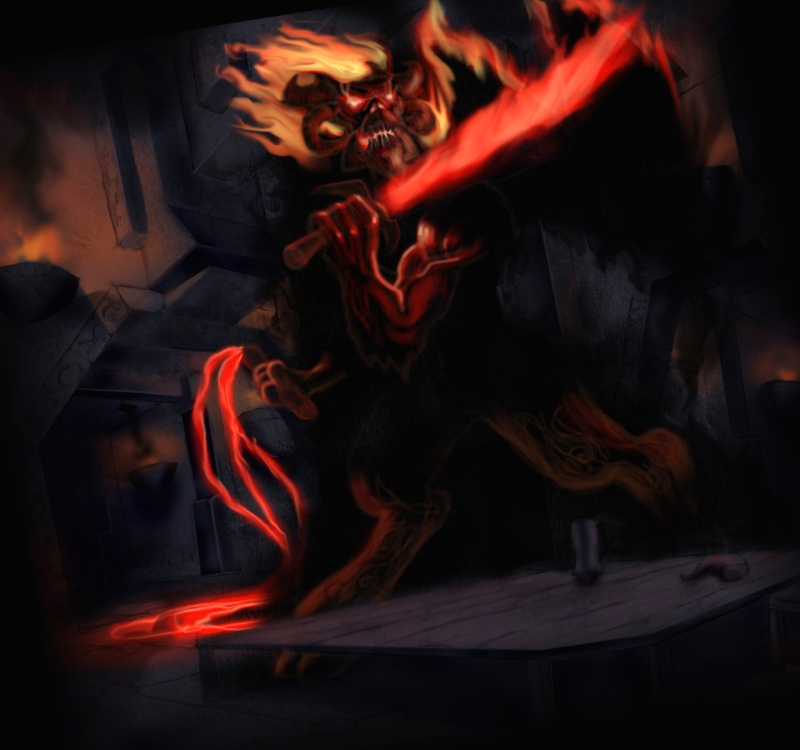

발록(Balrog) 또는 두린의 재앙(Durin's Bane)은 J.R.R. 톨킨의 가운데땅 시리즈에 등장하는 마이아이다.

## 개요
발록은 《실마릴리온》, 《반지의 제왕》에 등장하는 타락한 마이아로, 모르고스의 세력에서 용, 오크, 트롤처럼 전력에 중요한 역할을 했던 불의 악령이다. 비록 반지의 제왕 시점에서는 대부분 가운데땅에서 사라진 상태였으나 난쟁이의 도시 모리아에서 간달프를 상대로 위협적인 위용을 보이는 등 같은 마이아인 간달프마저도 며칠 동안의 사투 끝에 이겼음에도 불구하고 그것을 두려워할 정도였다.

## 주요 행적
- 권능의 전쟁
- 니르나에스 아르노에디아드
- 분노의 전쟁

## 널리 알려진 존재
- 고스모그: 모르고스의 측근.
- 두린의 재앙: 모리아의 발록. 태양의 3시대에 난쟁이의 크하잣둠을 파괴하고 그곳에 장기간 머무르고 있었으나, 회색의 간달프에게 죽음.
- 곤돌린 공성전의 발록: 이름이 알려지지 않은 모르고스의 부하들. 인원도 불명이다.